# Schefflera crassibracteata
Schefflera crassibracteata är en araliaväxtart som beskrevs av Chih Bei Shang. Schefflera crassibracteata ingår i släktet Schefflera och familjen araliaväxter.
Artens utbredningsområde är Vietnam. Inga underarter finns listade.